# 金融先物取引法
金融先物取引法（きんゆうさきものとりひきほう、昭和63年5月31日法律第77号）は、金融先物取引に関する法律である。
全187条。第164回通常国会において証券取引法等の一部を改正する法律が成立し、金融法制の再編成がなされたため、この法律は金融商品取引法が施行された2007年9月30日に同法の一部として再構成され、廃止された。